# Galactógeno
El galactógeno es un polisacárido de galactosa que sirve para el almacenamiento de energía en los caracoles pulmonados y algunos Caenogastropoda. Este polisacárido es exclusivo de la reproducción, y solo se encuentra en la glándula del albumen del sistema reproductor femenino de estos caracoles y en el fluido perivitelino de los huevos.
El galactógeno sirve como reserva de energía tanto para los embriones en desarrollo como para los juveniles recién eclosionados, y es luego reemplazado por el glucógeno en juveniles de estadios avanzados y en adultos. Aún no se ha identificado la ventaja de acumular galactógeno en vez de glucógeno en los huevos de caracoles, pero se han propuesto algunas hipótesis al respecto (ve abajo).

## Ocurrencia y distribución
El galactógeno ha sido encontrado en la glándula del albumen de caracoles pulmonados como Helix pomatia, Limnaea stagnalis, Oxychilus cellarius, Lissachatina fulica, Aplexa nitens,Otala lactea, Bulimnaea megasoma, Ariolimax columbianis, Ariophanta, Biomphalaria glabrata, y Strophochelius oblongus. Este polisacárido fue también identificado en los Caenogastropoda Pila virens y Viviparus, Pomacea canaliculata,  y Pomacea maculata.
En los gasterópodos adultos, el galactógeno está limitado a la glándula del albumen, mostrando una gran variación en contenido durante el año, alcanzando su pico máximo en la época reproductiva. Durante la estación reproductiva, este polisacárido es rápidamente restaurado en la glándula del albumen después de ser transferido a los huevos, disminuyendo su cantidad total solo después de varias ovoposiciones repetidas. En la especie Pomacea canaliculata, el galactégeno actuaría, junto con las perivitelinas, como factor limitante principal de la reproducción. Este polisacárido ha sido identificado en la zona del aparato de Golgi en las células secretoras de la glándula del albumen en la forma de gránulos discretos de 200 Å de diámetro. El aspecto de los gránulos de galactógeno dentro de los glóbulos secretores sugiere que éste es el sitio  de síntesis del polisacárido.
Además de la glándula del albumen, el galactógeno es también encontrado como un componente importante del fluido perivitelino de los huevos de caracol, comprendiendo la fuente de energía principal para el embrión en desarrollo.

## Estructura
El galactógeno es un polímero de galactosa con variaciones estructurales especie-específicas. En este polisacárido, la D-galactosa esta predominantemente unida por enlaces glicosídicos β (1→3) y β (1→6); sin embargo, en algunas especie también puede esta unida por enlaces β (1→2) y β (1→4). El galactógeno de los caracoles acuáticos Basommatophora (por ejemplo Lymnaea, Biomphalaria) esta altamente ramificado con solo 5-8 % de los residuos de azúcar en secciones lineales, y los enlaces β(1→3) y β(1→6) se alternan más o menos regularmente. En los caracoles terrestres Stylommatophora (como por ejemplo Helix, Arianta, Cepaea, Achatina), hasta un 20% de los residuos de azúcar están unidos por enlaces β(1→3) de forma lineal. El galactógeno de la especie Ampullarius sp  tiene una proporción inusualmente grande de residuos de azúcar en disposición lineal, con 5% β(1→3), 26% β(1→6), y 10% β(1→2). Otros análisis en Helix pomatia sugieren una estructura dicotómica, donde cada una de las unidades de galactopiranose lleva un residuo lateral.
El peso molecular del galactógeno extraído de los huevos de Helix pomatia y Limnaea stagnalis fue estimado en 4x106 y 2.2x106, respectivamente. En estos caracoles, el galactógeno contiene solo D-galactosa. Según el origen del galactógeno, otros componentes como L-galactosa, L-fucosa, D-glucosa, L-glucosa y residuos de fosfato también pueden estar presentes en la estructura de este polisacárido; por ejemplo, el galactógeno de Ampullarius sp. contiene un 98% de D-galacotosa y un 2% de L- fucosa, mientras que el galactógeno aislado de los huevos de Pomacea maculata consisten en un 68% de D-galactosa y un 32% de D-glucosa. Residuos de galactosa sustituidos con fosfato han sido encontrados en el galactógeno de algunas especies dentro de varios géneros de caracoles como Biomphalaria, Helix y Cepaea. Por lo tanto, el conocimiento actual indica que el galactógeno podría ser considerado como un homopolisacarido o un heteropolisacarido dominado por galactosa.

## Metabolismo
El galactógeno es sintetizado por las células secretoras de la glándula del albumen de los caracoles hembra y más tarde transferidos a los huevos. Este proceso esta bajo control neurohormonal, notablemente por la hormona cerebral galactogenina. Las rutas metabólicas para la síntesis del glucógeno y el galactógeno están estrechamente relacionadas. Ambas utilizan glucosa como precursor común y su conversión a residuos activados de galactosa está catalizada por la UDP-glucosa 4-epimerasa y la galactose-1-P uridil-transferasa. Estas reacciones permite a la glucosa ser el precursor común tanto para la glucogenogénesis como para la galactogenogénesis.  De hecho, ambos polisacáridos se encuentra en las mismas células secretoras de la glándula del albumen y están sujetos a variaciones estacionales independientes. El glucógeno se acumula en otoño como reserva de energía general para la hibernación, mientras que el galactógeno es sintetizado durante la primavera en preparación para la producción de los huevos. Esta generalmente aceptado que la producción del galactógeno está restringida a la nutrición del embrión y, por tanto, es principalmente transferido a los huevos.
Se conoce poco sobre las enzimas sintetizadoras del  galactógeno. Una D-galactosiltransferasa fue descripta en la glándula del albumen de Helix pomatia. Esta enzima cataliza la transferencia de una D-galactose a otra con unión (1→6) y es dependiente de la presencia del aceptor galactógeno. De modo parecido, la actividad β-(1→3)-galactosiltransferasa ha sido detectada en extractos de la glándula del albumen de Limnaea stagnalis.
En embriones y juveniles recién eclosionados del huevo, el galactógeno es, probablemente, la fuente de intermediarios metabólicos más importante (vía galactosa). En los caracoles que se alimentan por su cuenta, la dieta principal consiste en los polisacáridos almidón y celulosa, constituido por glucosa. Estos polímeros son digeridos y contribuyen con la glucosa para las rutas del metabolismo intermediario. El consumo del galactógeno comienza en la etapa de gástrula y continúa durante todo el desarrollo. Hasta un 46-78 % del galactógeno del huevo desaparece durante el desarrollo del embrión. El resto es utilizado dentro de los primeros días después de la eclosión.
Solo los embriones y los caracoles recién eclosionados son capaces de degradar el galactógeno, mientras que otros animales, e incluso los caracoles adultos, no cuentan con dicha capacidad. La β-galactosidasa puede ser importante en la liberación de residuos de galactosa desde el galactógeno; sin embargo, aún se desconoce la mayoría de las rutas catabólicas de este polisacárido.

## Otras funciones
Además de ser una fuente de energía, otras funciones han sido descriptas para el galactógeno de los huevos de los caracoles, y todas ellas están relacionadas con la defensa y protección del embrión. Dado que los carbohidratos retienen agua, la cantidad alta de este polisacárido protegería a los huevos contra la desecación de aquellos caracoles que tiene oviposición aérea. Además, la alta viscosidad que este polisacárido puede conferir al fluido perivitelino ha sido sugerido como una potencial defensa antimicrobiana.
Dado que el galactógeno es un polisacáridos con enlaces β, como la celulosa o la hemicelulosa, se necesitan adaptaciones bioquímicas especiales para explotar éste polisacárido como nutriente, tales como la presencia de enzimas específicas. Sin embargo, aparte de los embriones de caracol y  los caracoles recién eclosionados, ningún otro animal parece ser capaz de catabolizar el galactógeno, incluyendo los caracoles adultos. Este hecho llevó a considerar al galactógeno como parte de un sistema de defensa antidepredación exclusivo de los gasterópodos, disuadiendo a los depredadores por medio de bajar el valor nutritivo de huevos.